# Orbiniella plumisetosa
Orbiniella plumisetosa är en ringmaskart som beskrevs av Buzhinskaya 1993. Orbiniella plumisetosa ingår i släktet Orbiniella och familjen Orbiniidae. Inga underarter finns listade i Catalogue of Life.